# 小行星472
小行星472（472 Roma）是一颗围绕太阳公转的小行星。1901年7月11日，路易吉·卡內拉在海德堡描述了此天体。
这颗小行星的绝对星等为8.92等。
小行星472的临时编号为1901 GP，在另外一名意大利天文学家安东尼·阿贝提的建议下，小行星472以卡内拉的祖国意大利的首都罗马命名。
在2010年7月8日国际标准时间21:57，这颗直径约为50千米的小行星曾经发生掩蛇夫座δ的天象。这次掩食持续大约5秒钟，掩食带横跨欧洲中部地区。斯德哥尔摩、哥本哈根、不来梅、南特和毕尔巴鄂等大城市可以见到这次掩食。这也是21世纪欧洲地区唯一一次肉眼可以看到的小行星掩恒星天象。

## 相关條目
- 小行星列表/10001-11000

## 外部連結
- Asteroid Lightcurve Database (LCDB) （页面存档备份，存于）, query form (info （页面存档备份，存于）)
- Dictionary of Minor Planet Names, Google books
- Discovery Circumstances: Numbered Minor Planets (10001)-(15000) （页面存档备份，存于） – Minor Planet Center
- 小行星472 at AstDyS-2, Asteroids—Dynamic Site
  - Ephemeris · Observation prediction · Orbital info · Proper elements · Observational info
- NASA JPL小天體瀏覽器上的小行星472

| 前一小行星： 小行星471 | 小行星列表 | 後一小行星： 小行星473 |